# Cicinho (Fußballspieler, 1980)
Cicinho (eigentlich Cícero João de Cezare, * 24. Juni 1980 in Pradópolis nahe São Paulo) ist ein ehemaliger brasilianischer Fußballspieler. Er spielte auf der Position des rechten Flügelspielers, agiert kampfbetont und nutzte dabei seine Offensivstärke gekonnt aus.

## Karriere

### Verein
Cicinho begann seine Profikarriere 2001 bei Atlético Mineiro und wechselte 2002 für ein Jahr zu Botafogo FR, nur um 2003 wieder zu Atlético Mineiro zurückzukehren. Ab 2004 spielte er für den FC São Paulo, mit dem er 2005 die Copa Libertadores gewann.
Real Madrid verpflichtete den Nationalspieler im Dezember 2005, unmittelbar nachdem er mit dem FC São Paulo die FIFA Klub-Weltmeisterschaft 2005 gewonnen hatte. Im August hatte sich der Verein aus der spanischen Hauptstadt bereits die Kaufrechte an dem Spieler gesichert. Der 25-Jährige hatte bei São Paulo noch einen Vertrag bis 2008, für dessen vorzeitige Auflösung eine Ablösesumme von umgerechnet 9,8 Millionen Euro festgeschrieben war. Bei Real wurde er sowohl in der Abwehr wie auch im Mittelfeld eingesetzt.
Nachdem er 2007 mit den Madrilenen den Gewinn der spanischen Meisterschaft feiern konnte, ging es für ihn in die Serie A. Der AS Rom konnte ihn nach zähen Verhandlungen für neun Millionen Euro verpflichten, nachdem der italienische Hauptstadtverein über ein Jahr an ihm dran war. Es gelang, Konkurrenten wie den FC Liverpool, Sevilla oder den FC Chelsea auszustechen. Sollte der AS Rom im Zeitraum von 2008/09 bis 2011/12 an der Champions League teilnehmen, so bezahlt er pro Teilnahme die Geldsumme von einer Million Euro an Real Madrid. Diese Bezahlung ist maximal zwei Mal vorzunehmen, die Ablösesumme kann sich somit bis auf maximal elf Millionen Euro erhöhen.
Zum Sommer 2013 wechselte Cicinho in die türkische Süper Lig zu Sivasspor und spielte dort drei Jahre lang.
Nach einem Jahr Vereinslosigkeit unterschrieb er im Herbst 2017 bei Brasiliense FC, wo er im März 2018 seine Karriere beendete.

### Nationalmannschaft
In der brasilianischen Fußballnationalmannschaft kam er auf der rechten Außenverteidigerposition zum Einsatz. Sein Debüt für die Seleção gab er am 27. April 2005 beim Freundschaftsspiel gegen Guatemala, noch im selben Jahr gewann er mit ihr den Konföderationen-Pokal 2005. 2006 nahm er an der Fußball-Weltmeisterschaft teil. Sein letztes Länderspiel absolvierte er am 5. September 2006 gegen Wales.

## Erfolge

### Verein
São Paulo
- Copa Libertadores: 2005
- FIFA-Klub-Weltmeisterschaft: 2005

Real Madrid
- Spanischer Meister: 2007

### Nationalmannschaft
- Konföderationen-Pokal: 2005 mit Brasilien

## Auszeichnungen
- Ausgezeichnet mit Brasiliens Silbernem Ball: 2005

## Wissenswertes
Cicinho besitzt seit dem 16. November 2005 neben der brasilianischen auch die italienische Staatsbürgerschaft.